# Jean François de Spon
Le baron Jean François de Spon, né le 10 octobre 1696 à Strasbourg et mort le 6 avril 1776, fut diplomate,  syndic royal et directeur de la Chancellerie à Strasbourg.

## Biographie
Jean François de Spon est issu d'une famille noble de Mayence qui transféra son siège en Alsace. Secrétaire intime de l'empereur Charles VII, il reçut en 1742 le titre héréditaire de baron que Louis XV lui confirma l'année suivante pour la France. Au retour d'une ambassade en Prusse, où l'empereur l'avait envoyé, il acheta une partie du comté de Forbach, qu'il céda par la suite au duc des Deux-Ponts. En 1759 le roi le nomma syndic et directeur de la chancellerie de Strasbourg. Peu après il fut admis à la matricule de la noblesse. 
Son fils François Nicolas fut avocat au Conseil souverain d'Alsace.

## Écrits
- Lettre écrite à un jurisconsulte de la ville de ... Au sujet des Dispositions faites par l'Empereur Ferdinand I. dans son Testament du premier Juin 1543. dans le Contract de mariage de l'Archiduchesse Anne sa fille aînée, du 19. Juin 1546 et dans son Codicille du premier Février 1547, 1741
- La Capitulation de l’Empereur Charles VII. Avec des remarques instructives touchant le gouvernement actuel de l’Empire ainsi que sur les questions du droit public d’Allemagne les plus remarquables, Francfort-sur-le-Main, 1743.
- Mémoires pour servir à l’histoire de l’Europe, depuis 1740 jusqu’à la paix générale signée à Aix-la-Chapelle, Amsterdam, 1749
- Lettre ... à S. E. Monsgr. d'Agesseau, chancellier de France, sur la réforme de justice dans les états de Sa Majesté le Roi de Prusse, 1750